# In This Life
«In This Life» es una balada de 1992, interpretada por la cantante estadounidense Madonna, y escrita por ella junto a Shep Pettibone. Fue incluida dentro del álbum Erótica.
La canción está inspirada en dos amigos de Madonna que fallecieron a causa del VIH/sida, Martin Burgoyne, quien fue su compañero de piso, y Christopher Flynn, su profesor de baile. Así, fue publicada durante la crisis del sida de los años 1990. Madonna la ha interpretado en vivo en dos ocasiones: durante The Girlie Show World Tour de 1993, y en The Celebration Tour de 2023-2024 (aunque solo utiliza la primera estrofa para un interludio).